# Hézecques
Hézecques é uma comuna francesa na região administrativa de Altos da França, no departamento de Pas-de-Calais. Estende-se por uma área de 4,93 km². Em 2010 a comuna tinha 127 habitantes (densidade: 25,8 hab./km²).